# Xiong Zi-qi
Xiong Zi-qi (en chino, 熊梓淇; pinyin, Xióng Zǐ Qí) (Tieling, Liaoning, 6 de junio de 1992), también conocido bajo su nombre artístico de Dylan Xiong o simplemente Dylan, es un cantante y actor chino. Es principalmente conocido por haber sido miembro del grupo masculino taiwanés SpeXial (desde 2016 hasta 2021), y por sus numerosas apariciones en series y películas web.

## Biografía

### Primeros años
Xiong nació el 6 de junio de 1992 en la ciudad de Tieling, provincia de Liaoning. Asistió y se graduó del Shanghái Conservatory of Music. En 2012, participó en la grabación de Meng Xiang He Chang Tuan y se convirtió en miembro del grupo Rainbow Chamber Singers. En 2013, fue vocalista de respaldo para el episodio final del reality show Chinese Idol. Ese mismo año, participó en el concurso de canto Super Boy de Hunan TV. En 2014, Xiong hizo su debut como actor en la serie de televisión Lao Ba Tai Jiong.

### Carrera
El 14 de julio de 2016, la agencia Comic International Productions anunció la incorporación de dos nuevos miembros chinos —Dylan y Zhiwei— al grupo de mandopop taiwanés, SpeXial. Ambos miembros debutaron el 19 de julio durante la conferencia de prensa del cuarto álbum del grupo, Boyz On Fire, el cual fue lanzado el 12 de agosto. Ese mismo año, el grupo también se dio a conocer en el mercado chino participando en diversas series y películas web. En abril, Xiong participó en la serie web Ultimate Ranger junto a su compañero de banda Evan. En agosto, obtuvo un papel principal en la serie web Men with Sword, en la que actuó junto a sus compañeros Ian, Evan, Zhiwei, Wayne, Simon y Win. Xiong también actuó en la segunda temporada de la misma.
En 2017, protagonizó la serie My Mr. Mermaid, y asumió el papel principal en el drama web de fantasía Painting Heart Expert. En el mismo año, lanzó su primer álbum en solitario, Part One. Xiong también participó en el drama juvenil One and Another Him, así como también el melodrama As Long As You Love Me. En 2018 protagonizó el drama web de comedia romántica, Pretty Man.
En 2020, Xiong participó en la serie As Long as You Love Me interpretando a Zhou Yan-zhao.

## Filmografía

### Películas
| Año  | Título     | Papel     | Notas        |
| ---- | ---------- | --------- | ------------ |
| 2017 | Super Firm | Ye Yu-wen | Película web |

### Televisión
| Año  | Título                                                      | Papel         | Notas      | Ref.   |
| ---- | ----------------------------------------------------------- | ------------- | ---------- | ------ |
| 2014 | Dad is Too Jealous                                          | Yang Wen-bo   |            |        |
| 2016 | The Ultimate Ranger                                         | Lan Bo        | [ 2 ]      |        |
| 2016 | Men with Sword                                              | Zhong Kun-yi  | Principal  |        |
| 2017 | The Legendary School: Three Lives Three Worlds Tao Hua Yuan | Liu Yun       | Secundario | [ 13 ] |
| 2017 | Painting Heart Expert                                       | Ning Wei-yu   | Principal  |        |
| 2017 | Men with Sword 2                                            | Zhong Kun-yi  | Principal  |        |
| 2017 | My Mr. Mermaid                                              | Tang Yi-bai   | Principal  |        |
| 2018 | Pretty Man                                                  | Lu Jin-nian   | Principal  |        |
| 2018 | One and Another Him                                         | Xiao En       | Principal  |        |
| 2018 | Hi, I'm Saori                                               | Robot #685    | Cameo      | [ 14 ] |
| 2018 | Love is Always Online                                       | Jiang An-lan  |            | [ 15 ] |
| 2018 | Another Me                                                  | Su Jia-ming   | Principal  | [ 16 ] |
| 2020 | Legend of Awakening                                         | Yan Xi-fan    | Principal  | [ 17 ] |
| 2020 | As Long as You Love Me                                      | Zhou Yan-zhao | Principal  |        |

### Show de variedades
| Año       | Título            | Papel    | Cadena      | Notas    |
| --------- | ----------------- | -------- | ----------- | -------- |
| 2017-2020 | Happy Camp        | invitado |             |          |
| 2019      | Youth Periplous   | invitado |             | ep. 1.10 |
| 2019      | Back To Field S3  | invitado |             |          |
| 2018      | Twenty-Four Hours | miembro  | Zhejiang TV | [ 18 ]   |

### Revistas
| Año  | Título           | Notas                 |
| ---- | ---------------- | --------------------- |
| 2019 | Our Street Style |                       |
| 2019 | Bazaar Jewelry   | (publicación digital) |

### Eventos
| Año  | Título                     | Notas |
| ---- | -------------------------- | ----- |
| 2019 | Bazaar Stars Charity Night |       |

## Embajador
| Año  | Título                                       | Notas                |
| ---- | -------------------------------------------- | -------------------- |
| 2019 | L’Occitane’s Immortelle Facial Skincare Line | Portavoz             |
| 2019 | Qixi Romance                                 | junto a Huang Cancan |